# 九十九みな
九十九 みな（つくも みな）は、日本のバーチャルYouTuber、バーチャルアイドルである。

## 概要
神戸発の人工知能を名乗っている。神戸のとある研究所の博士に作られた試作品9937号だが、まだ未完成なので人間と交流して、立派な人工知能になるためにYoutubeで配信をしているという設定。将来の夢は、世界中に愛を届ける立派な人工知能になること。
誕生日は9月19日。2024年9月6日に、兵庫県より兵庫県薬物乱用防止PR大使に委嘱された。兵庫県のご当地VTuberとして主にYouTube、X（旧Twitter）上で活動している。
配信内容は神戸市をはじめ兵庫県の紹介動画から、歌ってみた、ゲーム実況、雑談など。穏やかな声質や神戸弁でのトーク、コミュニケーション力で高い支持を得ている。大会やイベントなどのMC・司会を務めることも多く、2020年にはミスジャパン兵庫大会で開会宣言を務めた。また兵庫県薬物乱用防止PR大使として、兵庫県内の小中学校で講演を行うこともある。

## 来歴

### 2020年
- 6月2日、YouTube上で最初の動画を配信。当初はデザインの公表はなく、動画内容は自身が作画を担当した紙芝居での自己紹介だった。
- 6月5日、2Dモデルのデザインを公開。
- 6月25日、初配信を行った。

### 2021年
- 1月26日、3Dモデル作成のためのクラウドファンディングを開始。同月、目標額の50万円を大きく超えて達成[4]。

### 2024年
- 9月6日、兵庫県より兵庫県薬物乱用防止PR大使に委嘱。

### 2025年
- 6月2日、活動開始から5周年を記録。同日、5周年記念配信を行った。

## 公開された楽曲
1曲目から3曲目までは、誕生日である9月19日に配信された。
| 配信日         | タイトル                                     | 出典  |
| -------------- | -------------------------------------------- | ----- |
| 2020年9月19日  | みなとまちdiary                              | [ 5 ] |
| 2021年9月19日  | 人工知能とは１％のひらめきと９９％の愛である | [ 6 ] |
| 2022年9月19日  | YOU&V                                        | [ 7 ] |
| 2023年2月27日  | ふぁんふぁんゲーミング！                     | [ 8 ] |
| 2023年11月24日 | カツドウノススメ!!                           | [ 9 ] |